# David Chapman
Pour les articles homonymes, voir Chapman.
David Leonard Chapman (6 décembre 1869 - 17 janvier 1958) est un physico-chimiste britannique, dont le nom est associé au traitement de Chapman-Jouget (sur la théorie de la détonation des gaz) et à la couche de Gouy-Chapman (la couche de surface des ions répartis sur une surface chargée). Il a été membre du Jesus College, Oxford pendant 37 ans, et était responsable du dernier laboratoire à l'université d'Oxford.

## Origine
David Chapman est né à Wells, dans le Norfolk, mais déménage avec sa famille à Manchester et est scolarisé à la Manchester Grammar School. Puis, il étudie à Christ Church, Oxford, obtenant un diplôme de chimie (1893, 1re classe) et de physique (1894, 2e classe). Il enseigne les sciences à la Giggleswick School (en) pendant un certain temps avant de devenir un membre du personnel de l'Université de Manchester. En 1907, le Jesus College d'Oxford le nomme chercheur associé (research fellow) et professeur chargé de son enseignement et du nouveau laboratoire de recherche. Chapman occupe ce poste jusqu'à sa retraite en 1944 ; son laboratoire, le dernier laboratoire du collège situé dans l'université, a fermé en 1947. Chapman a aussi été principal adjoint du collège (1926-1944).
En marge de ses activités d'enseignement et de la recherche, Chapman s'avérait être un personnage réservé et quelque peu excentrique, s'adonnant à des activités extérieures telles que le golf, le vélo et la marche. En 1918, il épouse une de ses étudiantes, Muriel Holmes (membre de la Society of Home Students de l'université d'Oxford). Il décède d'un cancer à son domicile d'Oxford en 1958.

## Recherche
Bien que Chapman porte un vif intérêt à ses étudiants, la recherche reste sa principale priorité. Il montre un intérêt particulier pour la réaction photochimique de l'hydrogène et du chlore, établissant que des traces infimes d'impuretés avaient des conséquences inattendues. En 1913, il suggère l'hypothèse d'état d'équilibre. Il découvre que l'interruption de la lumière par un secteur tournant masquant celle-ci entraîne la variation de la vitesse de la réaction avec la fréquence du secteur. En 1926, il est le premier à appliquer cette théorie pour mesurer la «vie moyenne» d'un réactif intermédiaire. Ses autres domaines d'intérêt sont la théorie de la détonation des gaz (théorie qui fait l'objet d'une publication importante en 1899, où Chapman expose des calculs de vitesses de détonation faibles ; la théorie est toujours connue sous le nom de « modèle de Chapman-Jouget ») et la distribution des ions sur une surface chargée (le nom de « couche de Gouy-Chapman » étant donné à la couche de surface qu'il envisageait).

## Source
- (en) Cet article est partiellement ou en totalité issu de l’article de Wikipédia en anglais intitulé « David Chapman (scientist) » (voir la liste des auteurs).